# Calophyllum neo-ebudicum
Calophyllum neo-ebudicum là một loài thực vật có hoa thuộc họ Purple Mangosteen, Clusiaceae.
Loài này có ở American Samoa, Fiji, Indonesia, Papua New Guinea, Samoa, quần đảo Solomon, Tonga, và Vanuatu.